# جون إنجلاند
جون إنجلاند (بالإنجليزية: John England)‏ هو فلاح وسياسي أسترالي، ولد في 12 أكتوبر 1911 في سيدني في أستراليا، وتوفي في 18 يونيو 1985. حزبياً، نشط في الحزب الوطني الأسترالي. وقد انتخب Administrator of the Northern Territory ‏ (1 يونيو 1978 – 1981) وانتخب عضو مجلس النواب الأسترالي عن دائرة Division of Calare ‏ (5 نوفمبر 1960 – 11 نوفمبر 1975).